# Alzines de Can Camps
Les Alzines de Can Camps (Quercus ilex) són un parell d'alzines que es troba a Sant Quirze del Vallès (el Vallès Occidental), el qual forma un dels monuments vegetals més espaterrants de tota la comarca.

## Dades descriptives
- Perímetre del tronc a 1,30 m: Alzina I: 4,68 metres (a 1 metre del terra, el punt més estret) / Alzina II: 3,10 metres.
- Alçada: Alzina I: 12,4 metres / Alzina II: 16 metres.
- Amplada de la capçada: Alzina I: 22 x 25 metres (amplada mitjana capçada: 23,5 metres) / Alzina II: 16 x 21 metres (amplada mitjana capçada: 18,5 metres).
- Altitud sobre el nivell del mar: 227 metres.[1]

## Aspecte general
L'Alzina I, amb els seus més de quatre metres i mig de perímetre, és la més gruixuda de la seua espècie a tot el Vallès Occidental i mereixeria la catalogació com a Arbre Monumental de Catalunya. La seua edat és un misteri, tot i que hom calcula que té al voltant de 300 o 400 anys, tal vegada més. La seua soca es bifurca a uns dos metres de terra, creant una figura una mica desmanegada (com si l'arbre estigués partit pel mig) i fa l'efecte que una pinta gegantina li hagués clenxat la capçada en un intent de pentinar-la. A uns cinquanta metres de l'Alzina I, vers ponent, s'alça l'Alzina II, un altre arbre de dimensions colossals tot i que menors a les de la seua germana gran. Totes dues es troben en força bon estat de conservació tenint en compte l'edat, llevat d'algunes branques mortes.

## Accés
Es troben al costat de la masia de Can Camps, on avui dia hi ha una hípica anomenada Hípica Can Camps. Des de Sant Quirze del Vallès prenem la carretera C-1413a en direcció a Rubí. Recorreguts uns dos quilòmetres i mig, just al límit del terme municipal, tombem a l'esquerra per la urbanització Can Barata. Seguim el carrer principal (carrer Camí dels Monjos). En acabar-se l'asfalt, continuem recte per pista de terra. Recorregut un quilòmetre des de la carretera, arribem a un encreuament. Continuem per la pista de l'esquerra, ignorant algun trencall secundari que trobarem més endavant. Tres-cents metres més enllà arribem a una altra cruïlla. La pista que baixa a mà esquerra ens portarà a Can Camps (rètol indicador Benvinguts Hípica Can Camps) en uns quatre-cents metres. Com que els arbres es troben en una finca particular, és millor deixar el cotxe al darrer encreuament i baixar a peu els darrers quatre-cents metres. Coordenades UTM: 31T X0422593 Y4595984 (Alzina I, la més gruixuda).